# عسقلان، افغانستان
عسقلان (ASQALAN)منطقه یا روستایی در ولایت کندز و در شمال افغانستان است. این روستا در حدود 10 الی 20 کیلومتری شمال غرب شهر کندز واقع شده است که ساکنین بومی این محل را ایماق ها، اوزبیک ها، بلوچ، ترکمن شکل میدهد و در قسمت شمالی این منطقه ناقلین که توسط حکومت وقت به این محل فرستاده شده هم زیست دارند و یک سایت باستان‌شناسی، که در اصل یک مقبره باستانی است در این روستا قرار دارد.
رود خان‌آباد از جنوب این روستا تا صحرایی در شمال امتداد دارد. سد انحرافی عسقلان و کانال‌های آن برای تأمین آب مورد نیاز منطقه جهت آبیاری بازسازی شده‌اند. زمین‌های کشاورزی جنوب روستا در مسیر ساحل رودخانه امتداد داشته، که به دشت خان‌آباد شهرت دارند.